# Jean-Jacques Quesnot de La Chênée
Jean-Jacques Quesnot de La Chênée (vers 1664 - 1708) est un directeur de théâtre et dramaturge français de la fin du XVIIe siècle qui exerça principalement dans les Pays-Bas espagnols.
Il était le fils de Daniel Quesnot (1630-1702), pasteur protestant à Langlade et Clarensac, et de Louise Bacuet (ou Baccuet), étudia la pharmacie et épousa Marie Roux à Mizoën le 15 décembre 1680,. Après la révocation de l'édit de Nantes (1685), il se retira dans le Brandebourg et il établit à Berlin une fabrique de galons, qui ne paraît pas avoir prospéré. Il transporta son industrie au Danemark. À la mort de son beau-père, il revint en France, en 1688, pour recueillir sa succession, mais un collatéral qui s'en était déjà emparé, le dénonça. Il fut arrêté sous l'accusation de n'être venu dans le Dauphiné que pour embaucher des ouvriers nouvellement convertis et les faire passer au Danemark. On le retint pendant plusieurs mois dans les prisons de l'évêché de Grenoble ; toutefois on finit par le remettre en liberté sur les pressantes réclamations de l'ambassadeur de Danemark.
Quesnot retourna ensuite dans sa patrie d'adoption. Dans une requête qu'il adresse à « Leurs Hautes Puissances », il s'affuble du titre pompeux d'« Intendant des Plaisirs du roi de Prusse ».
Aux dernières années du XVIIe siècle, Quesnot, après avoir séjourné six mois à Varsovie, réunit à Paris une troupe pour La Haye, qui fut placée sous la direction de Louis Desechaliers et de sa femme. Le contrat fut signé le 1er octobre 1701. Mais la mésentente grandit entre le couple et l'intendant, au point que Quesnot fut évincé de la direction. En 1704, il demanda et obtint l'autorisation de faire représenter des pièces de théâtre à La Haye. Mais là encore, le couple Deseschaliers eut gain de cause et, un an plus tard, Quesnot fut interdit de séjour. Il se rendit ensuite à Bruxelles, où il ne séjourna sans doute qu'une saison au Théâtre de la Monnaie, puis il dirigea le théâtre de Gand de juillet 1706 à janvier 1707.
De retour à La Haye et Amsterdam, il y ouvrit encore des salles de spectacle, mais les revers de fortune lui firent abandonner le théâtre. Il a été enterré le 8 novembre 1708 à Amsterdam (Westerkerkhof).

## Sources
- Eugène et Émile Haag, La France protestante, Paris, Cherbuliez, 1846-1859, t. VIII, pp. 339-340.
- J. Fransen, Les comédiens français en Hollande au XVIIe et au XVIIIe siècles, Paris, Champion, 1925, pp. 194-225.